# Посольство Норвегии в России
Посо́льство Короле́вства Норве́гия в Российской Федерации (норв. Norges ambassade i Moskva) —  дипломатическая миссия Норвегии в России, расположена в Москве на Арбате, на Поварской улице.

## История
Дипломатические отношения между Норвегией и Россией были установлены в 1905 году и до 1918 года Норвегия была представлена дипломатической миссией в Санкт-Петербурге. В 1924 году Норвегия установила дипломатические отношения с СССР и в Москве была основана норвежская миссия, с 1946 года — посольство.
Здание, которое занимает посольство является памятником градостроительства и архитектуры,  Объект культурного наследия народов РФ регионального значения. Рег. № 771510664250005 (ЕГРОКН). Объект № 7731779000 (БД Викигида). В прошлом городская усадьба историка и публициста Д. И. Никифорова, позднее купца и фабриканта Митрофана Грачёва. Главный дом усадьбы (на фото) возведён по проекту архитектора Г. А. Кайзера и реконструирован в 1885–89 годах архитектором П. П. Зыковым. Норвежская сторона по праву и на основании международно-правовых соглашений, с 1944 года, владеет и распоряжается комплексом зданий и сооружений по адресу ул. Поварская д. 7. 
В 2009 году комплекс зданий посольства реконструирован, работы продолжались три с половиной года. Среди прочего, главному зданию был возвращён исторический фасад, выходящий на Поварскую улицу.

## Миссия и реквизиты
- Посол Королевства Норвегия в России: Роберт Квиле (норв. Robert Kvile).
- Адрес посольства: 131940, Москва, Поварская улица, 7.
- Индекс автомобильных дипломатических номеров: 014.

Проезд на общественном транспорте:
- Московский метрополитен: Станция  Арбатская или «Смоленская»
- Автобусы: М2, М27, Н2, 39 до остановки «Дом книги» или «Арбатские ворота».

## Консульства
Кроме Посольства, Норвегия представлена в России Генеральными консульствами в Санкт-Петербурге и Мурманске.
Почётное консульство Норвегии в Калининграде прекратило свою деятельность, передав часть свои функций Генеральному консульству Литвы в Калининграде.

## Аккредитация
Посольство представляет интересы Норвегии в России и Армении.

## Послы Норвегии в России

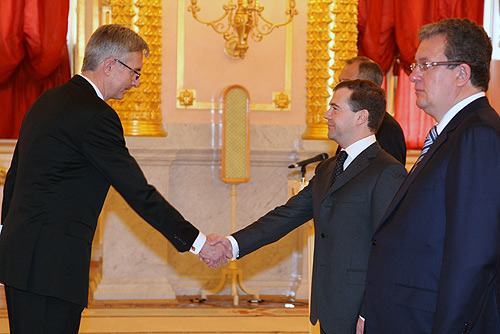
Кнут Хауге вручает верительные грамоты президенту России Дмитрию Медведеву. Справа — помощник Президента Сергей Приходько (2008).

| - Николай Пребенсен (1906—1918) - Андреас Тоструп Урбье (1924—1939) - Эйнар Масенг (1939—1941) - Рольф Андворд (1942—1946) - Ханс Кристиан Берг (1946—1949) - Карстен Якоб Хелгеби (1949—1951) - Йенс Шиве (1951—1953) - Эрик Браадланд (1954—1958) - Оскар Кристиан Гундерсен (1958—1961) - Фритьоф Хальвдан Якобсен (1961—1965) - Ивар Лунде (1966—1970) | - Фритьоф Хальвдан Якобсен (1970—1974) - Петтер Гравер (1975—1979) - Дагфинн Стенсет (1979—1985) - Олав Бухер-Йоханнессен (1985—1990) - Дагфинн Стенсет (1990—1994) - Пер Тресселт (1994—1999) - Ойвинд Нордслеттен (2000—2008) - Кнут Хауге (2008—2013) - Лейдульв Намтведт (2013—2018) - Рюне Ресаланд (2018—2022) - Роберт Квиле (с 2022) |

## Статьи и публикации
- Ирина Левина. Усадьба Грачёвых // «Узнай Москву» : Интерактивная энциклопедия Москвы. — 2018.